# Ivan Seidenberg

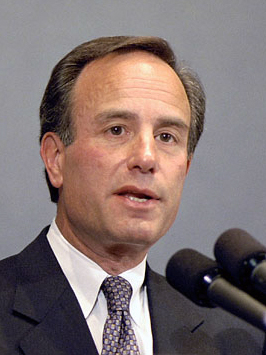
Ivan Seidenberg (Jim Wallace, 2001)

Ivan Seidenberg (* 10. Dezember 1946) ist ein US-amerikanischer Manager.

## Leben
Seidenberg studierte Mathematik an der City University of New York und Wirtschaftswissenschaften an der Pace University.
Seidenberg war bis 2011 Chairman und CEO des US-amerikanischen Unternehmens Verizon. Ihm folgte im Amt Lowell McAdam.
Seidenberg ist verheiratet und hat zwei Kinder. Mit seiner Familie lebt er in New York City.